# Colin Campbell (asesino)
Colin Frederick Campbell (nacido el 16 de septiembre de 1947) es un doble asesino británico que a principios de la década de 1980 secuestró a dos mujeres separadas y no relacionadas en el oeste de Londres y las mató en ataques por motivos sexuales. En 2013, 32 años después del evento, Campbell fue declarado culpable del sonado asesinato sin resolver de Claire Woolterton, de 17 años , después de que se encontró una coincidencia de ADN con él. Ya estaba en prisión por el asesinato de Deirdre Sainsbury en 1984, pero su condena por asesinato en este caso fue rebajada a homicidio involuntario por responsabilidad disminuida en 1999 después de afirmar que solo la había matado debido a un ataque epiléptico. En una prisión abierta y a punto de ser liberado a principios de la década de 2010, Campbell fue finalmente detenido por el asesinato de Woolterton, lo que había dado lugar a una de las persecuciones humanas más grandes del Reino Unido en ese momento y a una gran cobertura de prensa debido a que se trataba del asesinato de un menor. Los expertos en epilepsia que habían ayudado a Campbell a ganar su apelación en el caso Sainsbury aceptaron que la epilepsia no podía explicar dos asesinatos violentos y de motivación sexual, y al dictar la sentencia el juez dijo que había sido un error rebajar su condena a homicidio involuntario en 1999. Los detectives dijeron que Si no lo hubieran atrapado, Campbell se habría convertido potencialmente en un asesino en serie, un término utilizado habitualmente para describir a un asesino reincidente que ha matado al menos a tres víctimas. Campbell está encarcelado en HM Prison Woodhill.
La condena de Campbell por el asesinato de Woolterton fue notada en los medios por la brecha de décadas entre el asesinato y la identificación del asesino, y también fue celebrada por ser otro caso exitoso de ADN que finalmente resolvió un infame caso sin resolver en el Reino Unido luego de la reciente resolución del asesinato de Yolande Waddington en 1966 mediante ADN.

## Asesinato de Deirdre Sainsbury
En diciembre de 1984, Campbell secuestró a Deirdre Sainsbury, de 29 años, en su automóvil mientras hacía autostop por South Circular Road en Roehampton, en el oeste de Londres, antes de matarla y arrojar su cuerpo en el campo de golf de Denham. Su cuerpo había sido mutilado y fue encontrada desnuda. Un testigo había visto a Sainsbury subir al coche de Campbell y recordó el número de matrícula, y se descubrió que el coche pertenecía a Campbell. Los agentes de policía acudieron a su casa y encontraron en su interior la ropa desaparecida de la mujer asesinada. Después de ser arrestado, confesó haberla matado después de haberla insinuado sexualmente, pero afirmó que la había matado porque había sufrido un ataque epiléptico. Afirmó que sólo la había mutilado para que pareciera que lo había hecho un maníaco. Sin embargo, en el juicio el jurado no creyó en sus afirmaciones de que un ataque epiléptico podría explicar un asesinato tan brutal y por motivos sexuales, y lo declaró culpable de asesinato y no de homicidio involuntario.

### Rebaja de la condena por asesinato
En 1996, Campbell ganó una apelación contra su condena por el asesinato de Sainsbury, y su equipo de defensa empleó expertos que afirmaron que Campbell podría haberla asesinado debido a un ataque epiléptico por haber tomado la medicación equivocada. En un nuevo juicio en 1999, Campbell se declaró culpable de homicidio involuntario por motivos de responsabilidad disminuida y esta declaración fue aceptada por la fiscalía. El juez dijo que si bien la conclusión fue que había matado con responsabilidad disminuida, Campbell todavía constituía un peligro para el público y le ordenó regresar a prisión, siendo posible su liberación sólo mediante el proceso de libertad condicional. Habiendo cumplido ya 13 años, se le asignó una tarifa mínima de 1 día. Sin embargo, audiencias posteriores de la junta de libertad condicional determinaron que era demasiado peligroso para ser liberado.

## Revelación del asesinato de Claire Woolterton
En 2013, se supo que Campbell ya había asesinado cuando mató a Sainsbury, cuando fue declarado culpable del asesinato en 1981 de la adolescente Claire Woolterton, revelando que era un doble asesino e indicando que la epilepsia no era la razón por la que había asesinado. Sainsbury. En ese momento, Campbell había sido degradado a una prisión de categoría D mientras cumplía su sentencia por el asesinato de Sainsbury, y se le permitía salir abiertamente al público con licencia durante cinco días al mes en preparación para una posible liberación.
Woolterton tenía 17 años y fue descrita como una "niña normal y feliz". En la tarde del jueves 27 de agosto de 1981, había dejado su trabajo en una sala de juegos en el oeste de Londres para caminar a casa, pero nunca llegó. A las 6:00 de la mañana siguiente, un miembro del público que caminaba por Barry Avenue en Windsor en dirección a la estación de tren cercana vio lo que pensó que era el cuerpo de un maniquí en el sendero, que resultó ser el cuerpo de Woolterton. El cuerpo estaba parcialmente desnudo con múltiples heridas de cuchillo y un corte en la garganta. Había sido agredida sexualmente. Más tarde ese mismo día, los padres de Woolterton se dieron cuenta de que su hija no había regresado a casa la noche anterior y vieron un noticiero informando que se había encontrado el cuerpo de una niña en Windsor. Se pusieron en contacto con la policía local y descubrieron que la víctima era su hija.
La policía abrió una investigación de asesinato inmediatamente en ese momento, diciendo que creían que ella había sido asesinada en otro lugar y abandonada en el lugar por el asesino. Esto fue indicado por el hecho de que el último avistamiento conocido de ella fue muy lejos caminando por Uxbridge Road en Acton, sin embargo, fue encontrada muerta en Windsor. Dos testigos se presentaron para decir que habían visto a una niña siendo metida en un automóvil esa noche en Uxbridge Road, y la teoría de la policía era que, dado que la habían encontrado en un lado de un muro de piedra justo al lado del Río Támesis, su asesino pudo haber estacionado su auto allí en la oscuridad y arrojado su cuerpo sobre la pared, pensando que iría al río. El detective principal declaró públicamente que el asesino era claramente un tipo de persona muy sádico y que era el tipo de delincuente que podía atacar de nuevo (lo que resultó ser exacto, ya que Campbell volvería a matar en el área en 1984). Se tomaron grabaciones del cuerpo de Woolterton con la esperanza de que se pudieran encontrar fibras que ayudaran a identificar a un sospechoso, aunque como el perfil de ADN aún no se había inventado como una forma de evidencia a principios de la década de 1980, la importancia de estas grabaciones para la evidencia de ADN era desconocido en ese momento. La investigación se convirtió en una de las persecuciones humanas más grandes del Reino Unido y rápidamente apareció en las noticias nacionales y obtuvo una gran cobertura de prensa. Sin embargo, no se identificó a ningún sospechoso y el caso finalmente se cerró.
En 2011, el caso fue revisado por un equipo dirigido por Pete Beirne, quien había sido detective junior en la investigación del asesinato original. El científico forense especialista Edward Jarman fue contratado para examinar la evidencia con técnicas forenses modernas, y se identificó y extrajo el perfil de ADN de un hombre desconocido. Cuando este perfil de ADN se cargó en la base de datos nacional de ADN, se descubrió que el ADN pertenecía a Colin Campbell. La probabilidad de que el ADN no le perteneciera era de mil millones a uno. Dado que Campbell ya había sido condenado por el asesinato muy similar de Deirdre Sainsbury sólo tres años después, en 1984, el detective principal Beirne dijo que "inmediatamente supo quién era" cuando se le reveló la coincidencia. Al igual que Sainsbury, Woolterton había desaparecido del oeste de Londres y su cuerpo fue encontrado a unos kilómetros de distancia. La policía había notado la gran cantidad de similitudes entre los asesinatos en ese momento y creía que estaban relacionados, pero tenía poca evidencia concreta contra Campbell.

### Juicio
En su juicio en 2013, Campbell, que ahora tiene 66 años, afirmó que no conocía a Woolterton. Esta vez no pudo repetir la afirmación de que solo había asesinado debido a su epilepsia, y los expertos que habían testificado que la epilepsia pudo haber sido un factor en el asesinato de Sainsbury dijeron que no aceptaron que existía la posibilidad de que la epilepsia pudiera explicar el asesinato de un hombre en dos ocasiones. En cambio, decidió defenderse diciendo que, aunque no recordaba haberlo hecho, es posible que una vez haya entrado en la sala de juegos y que ella se haya sentado en sus rodillas, razón por la cual se encontró su ADN en ella. Sin embargo, los científicos forenses dijeron que el tipo y la ubicación de la evidencia significaban que esto no era una posibilidad, ya que el ADN encontrado no podría haber provenido del contacto mínimo descrito por Campbell. Las afirmaciones de Campbell fueron rechazadas por el jurado y fue declarado culpable de su asesinato en diciembre de 2013. Fue sentenciado a un mínimo de 24 años de prisión, lo que significa que tendrá al menos 90 años antes de ser elegible. para su liberación.

## Reacción a la segunda condena
"Colin Campbell es un individuo peligroso que truncó la vida de dos mujeres jóvenes en su mejor momento y nunca aceptó ninguna responsabilidad por sus acciones". — Declaración emitida por la familia de Deirdre Sainsbury después de su condena por el asesinato de Woolterton, 2013

El juez dejó claro a Campbell en su sentencia por el asesinato de Woolterton que esta vez no se saldría con la defensa de que su epilepsia le había llevado a asesinar. También dijo que su condena por el asesinato de Sainsbury en 1984 no debería haber sido rebajada a homicidio involuntario por motivos de responsabilidad disminuida en 1999, diciendo:
Si en 1999 se hubiera sabido que usted también era responsable del asesinato de Claire Woolterton, la fiscalía nunca habría aceptado su declaración de responsabilidad disminuida en relación con el asesinato de Deirdre Sainsbury. También es poco probable que el Dr. Fenwick y el Profesor Fenton hubieran podido apoyar tal defensa, dado el contenido del informe del Dr. Fenwick del 5 de noviembre de 2013 en el que decía que si se descubriera que usted mató a Claire Woolterton "el hecho de que él haber cometido dos crímenes similares debilitaría significativamente la posibilidad de que los factores que determinamos sobre su epilepsia en el Hospital Broadmoor pudieran haber desempeñado el papel central que se sugirió en el caso del asesinato de Deirdre Sainsbury. llevar a cabo el asesinato anterior, entonces esto debe plantear preguntas sobre la importancia de la epilepsia en el segundo asesinato".
Después de la condena de Campbell por el asesinato de Woolterton, los detectives del caso dijeron que era una suerte que Campbell hubiera sido capturado después del asesinato de Sainsbury y que hubiera detenido a un potencial asesino en serie (una frase generalmente utilizada para describir a un asesino reincidente que ha matado al menos tres víctimas). Dijeron que era probable que hubiera matado a más víctimas.
La condena por el asesinato de Woolterton fue notada en los medios por el lapso de 32 años entre el asesinato y la identificación del asesino. También fue celebrado por ser otro caso exitoso en el que el ADN finalmente resolvió un infame caso sin resolver, luego de la reciente resolución del asesinato de Yolande Waddington en 1966 usando ADN.

## Prisión
En 2015, Campbell fue encarcelado en HM Prison Woodhill. Ese año escribió una carta al periódico nacional de prisioneros Inside Time quejándose de que no le permitían comprar su ropa de cama en Argos porque las autoridades penitenciarias le dijeron que había riesgo de incendio. Campbell se quejó: "en lugar de mentirnos constantemente, tal vez deberían intentar dar un ejemplo honesto para variar".

## En la cultura popular
Campbell y la resolución del caso Woolterton siguen siendo objeto de varios documentales:
- En 2015, Campbell y el caso Woolterton fueron el tema de un episodio de la serie documental Sky Crime Killer in my Village, también conocida como A Town and Country Murder.[3]
- En 2021, Campbell y el caso Woolterton fueron el tema de un episodio de la serie documental de la BBC Expert Witness.[4]
- En 2022, Campbell fue el tema del episodio 9 de la temporada 7 de Britain's Most Evil Killers.